# Bathypogon maculipes
Bathypogon maculipes är en tvåvingeart som beskrevs av Jacques-Marie-Frangile Bigot 1878. Bathypogon maculipes ingår i släktet Bathypogon och familjen rovflugor. Inga underarter finns listade i Catalogue of Life.